# تاکاشی ناگاساکو
تاکاشی ناگاساکو (انگلیسی: Takashi Nagasako; ۲۴ فوریهٔ ۱۹۶۴ – ) صداپیشگی در ژاپن، و بازیگر اهل ژاپن بود. وی از سال ۱۹۹۳ میلادی تاکنون مشغول فعالیت بوده‌است.